# Direct-naar-video
Een film die wordt uitgebracht als direct-naar-video (ook wel direct-to-video, made-for-video of straight-to-video genoemd) is een film die voor het publiek eerder op video (oorspronkelijk VHS) beschikbaar is dan in de bioscoop.
Tegenwoordig wordt de term nog steeds gebruikt; ook al verschijnen films nu op blu-ray en dvd. "Video" slaat dan ook niet uitsluitend op VHS-cassettes. Een nieuwe term die wel gebruikt wordt is DVDP ("DVD Première").
Een direct-naar-videofilm is meestal van mindere kwaliteit dan een bioscoopfilm, zowel in technisch als artistiek opzicht. Soms is een film in het postproductieproces als de filmstudio beseft dat de film niet goed genoeg is voor de bioscopen, maar er zijn ook films die van het begin af aan bestemd zijn voor de video- en (in een later stadium) televisiemarkt, zoals veel vervolgfilms (waaronder diverse Disney-animatiefilms).
Vrijwel alle pornofilms verschijnen tegenwoordig direct op video.